# Willi Guthsmuths
Willi Guthsmuths (* 13. November 1901 in Berlin; † 3. Februar 1981 in Ottobrunn) war ein deutscher Ökonom, Raumplaner und Politiker (GB/BHE).

## Leben und Beruf
Nach dem Besuch der Realschule arbeitete Guthsmuths zunächst als Elektroschlosser und nahm dann ein Studium der Technologie und Betriebswirtschaft (Wirtschaftshochschule Berlin) auf, das er mit der Prüfung zum Diplom-Kaufmann sowie mit der Promotion beendete. Anschließend war er als Hochschulassistent auf den Gebieten Handwerk und Industrie tätig. Guthsmuths war Referent im Reichskuratorium für Wirtschaftlichkeit und Mitglied verschiedener Planungskommissionen und Planungsausschüsse der Reichsarbeitsgemeinschaft für Raumforschung. Später arbeitete er als leitender Angestellter in der Energiewirtschaft und im Bergbau, von 1941 bis 1945 als Direktor der Sudetenländischen Bergbau AG in Brüx.
Guthsmuths arbeitete nach dem Zweiten Weltkrieg zunächst als Buchhalter in einer Export- und Großhandelsgesellschaft, deren Geschäftsführung er später übernahm. Daneben engagierte er sich in Vertriebenenorganisationen und war führend im Witikobund tätig. Guthsmuths war seit 1956 Lehrbeauftragter für Betriebswirtschaftspolitik an der Universität München (seit 1968 auch Honorarprofessor). Seit 1959 war Guthsmuths ordentliches Mitglied der Akademie für Raumforschung und Landesplanung in Hannover. In den Jahren ab 1970 wirkte er als Lehrbeauftragter an der Universität Wien bzw. als  Gastprofessor für "Raum und Energie" an der Universität Innsbruck (ab 1972).

## Partei
Guthsmuths trat zum 1. November 1930 der NSDAP bei (Mitgliedsnummer 359.504). Nach 1945 trat er zunächst in den Neubürgerbund und in den 1950er-Jahren dann in den Gesamtdeutschen Block/Bund der Heimatvertriebenen und Entrechteten (GB/BHE) ein. Später war er Vorsitzender des GB/BHE-Bezirksverbandes Oberbayern und seit 1955 bayerischer Landesvorsitzender. 1957 wurde er zum stellvertretenden Bundesvorsitzenden des GB/BHE gewählt. Seit 1961 war er Mitglied der GDP, wo er ebenfalls als stellvertretender Bundesvorsitzender amtierte.

## Abgeordneter
Guthsmuths war von 1950 bis 1962 Mitglied des Bayerischen Landtages. Sein bei der Bundestagswahl 1953 errungenes Mandat im Deutschen Bundestag lehnte er wegen des Regierungsamtes in Bayern ab. Bei den Wahlen 1957 und 1961 verpasste er als bayerischer Spitzenkandidat von GB/BHE bzw. GDP jeweils den Einzug in den Bundestag, weil seine Partei an der Fünf-Prozent-Hürde scheiterte.

## Öffentliche Ämter
Guthsmuths amtierte vom 18. Dezember 1950 bis zum 11. Dezember 1962 als Staatssekretär im Staatsministerium für Wirtschaft und Verkehr in den von den Ministerpräsidenten Hans Ehard (Kabinett Ehard III, IV), Wilhelm Hoegner (Kabinett Hoegner II) und Hanns Seidel (Kabinett Seidel I, II) geleiteten Regierungen des Freistaates Bayern. Im Ministerium war er Leiter der Landesplanung. Guthsmuths wirkte am bayerischen Landesplanungsgesetz (1957) und am bayerischen Landesentwicklungsprogramm mit. In seiner Funktion als Staatssekretär war er maßgeblich an der Organisation der Deutschen Verkehrsausstellung 1953 beteiligt.

## Auszeichnungen
- Großes Verdienstkreuz mit Stern des Verdienstordens der Bundesrepublik Deutschland (1957)
- Bayerischer Verdienstorden (1959)
- Ehrenmitglied des Salzburger Instituts für Raumplanung
- Ehrenmitglied der Österreichischen Gesellschaft für Raumforschung und Raumplanung[4]

## Schriften (Auswahl)
- Rationalisierung und Landesplanung. In: Handbuch der Rationalisierung, 4. Aufl., Siegburg, Konstanz, Berlin 1956
- Raumordnungsfragen als Gegenstand des Völkerrechts. In: Bibliotheca Grotiana Vol. III: Völkerrecht und Weltwirtschaft. München 1959
- Sozial-Wirtschaftliche Grundzüge der Raumordnung. In: Schriftenreihe für ländliche Sozialfragen. Veröffentlichungen der Agrarsozialen Gesellschaft Göttingen. Hannover 1959
- Raumprobleme der Energiewirtschaft. In: ARL (Hrsg.): Raumforschung. Bremen 1960
- Wesen und Bedeutung der Raumordnungspläne. In: Städtebauliche Beiträge, Institut für Städtebau und Wohnungswesen der Deutschen Akademie für Städtebau und Landesplanung (Hrsg.), Heft I, 1964
- Probleme der Raumplanung im Bereich von Ballungsräumen. In: Schriftenreihe des Instituts für Städtebau, Raumplanung und Raumordnung an der TH Wien, Band 4. Wien 1967
- Energiewirtschaftliche Zielsetzungen in der Raumordnungspolitik. In: Probleme der energiewirtschaftlichen Regionalplanung. ARL-FuS Bd. 44, Hannover 1968
- Landesplanerische Zielsetzungen im Bereich von stadträumlicher Regionalplanung und kommunalem Finanzausgleich. In: Finanzpolitik als Gegenstand der Regionalplanung. ARL-FuS Bd. 45, Hannover 1969
- Betriebswirtschaftspolitische Gedanken zur Problematik von Raumstruktur und regionaler Finanzpolitik. In: Finanzpolitik als Gegenstand der Regionalplanung. ARL-FuS Bd. 45, Hannover 1969
- Grundsatzfragen zur Zentralität der Regionalplanung. In: Planung – Ordnung – Raum. Festschrift für Rudolf Wurzer. Wien 1970[5]